# Johan Vilhelm Snellman

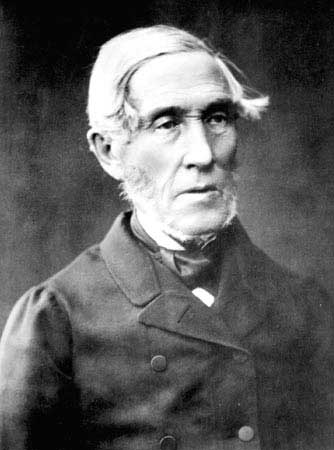
Johan Vilhelm Snellman

Johan Vilhelm Snellman (Stockholm, 12 mei 1806 - Kirkkonummi, 4 juli 1881) was een Fins politiek denker ten tijde van de Russische overheersing van Finland.
Snellman betoogde dat elke tendens naar neutraliteit, in wezen dus het afstand nemen van de Russische heerschappij, alleen maar de Russen tegen Finland in het harnas zou jagen. Dit zou leiden tot moeilijkheden met de tsaar en kon slechts resulteren in een afname van de Finse voorrechten. Snellman verkoos loyaliteit boven neutraliteit.
De meerderheid van de Finnen deelde Snellmans standpunt, temeer nadat duidelijk werd welke gruwelijke consequenties de mislukte Poolse opstand had voor Polen (zie Geschiedenis van Polen). De door de meeste Finnen voorgestane lijn in betrekkingen met de Russische heerser was om de tsaar loyaal te zijn. Wel moest dan benadrukt worden dat Finland een los groothertogdom was dat enkel door de personele unie met de Romanovs in zekere zin deel uitmaakte van Rusland. Dit is wel omschreven als ‘separatistische loyaliteit’, waarbij Finland zich zo veel mogelijk onafhankelijk van Rusland opstelde, maar ondertussen wel loyaal bleef aan de tsaar.
De latere president van Finland Juho Kusti Paasikivi deed zijn eerste politieke ervaring op bij deze beweging die dan ook een grote invloed had op zijn denken over Finlands internationale positie.

Op 12 mei, de geboortedag van Snellman, wordt overal in Finland gevlagd.